# Antonín Majer
Antonín Majer (1. února 1882 Žižkov – 6. prosince 1963 Praha) byl český malíř a grafik.

## Život
Byl synem žižkovského kočího koněspřežné tramvaje, studoval na pražské akademii. Prošel školou Brožíkovou, Hynaisovou a Schwaigerovou.
Do svých děl vnáší vřelost a melancholii. Zobrazuje lidi na polích, při koupání, hrající si děti – obyčejný den venkovanů. Jako techniku používá nejprve olej, od r. 1917 grafiku, převážně lept. Obrazy jsou realistické s jemným impresionistickým nádechem.
Patří mezi zakladatele spolku Hollar.

## Dílo

### Malby, grafiky
- Pohřeb v jižních Čechách (1907) olej, Útěk do Egypta (1910), olej
- zprvu tvořil obrazy z pražské periferie, později z Turnovska (např. Most na Malé Skále, 1912, olej), ale také z Francie (Kavárna v Paříži, 1924, suchá jehla)

### Ilustrace ke knihám
- Erben: Kytice (1928, 20 ilustrací, dřevoryt)
- Dostojevskij (1924, 7 ilustrací, dřevoryt)
- Lagerlöfová (1927, 6 ilustrací, dřevoryt)
- Němcová (1926, 1 ilustrace)

### Výstavy
- Výstavy ve Spolku výtvarných umělců Mánes
- Soukromá výstava maleb, kreseb a grafiky – Obecní dům, říjen 1932
- Výstavy ve spolku Hollar v Praze i v cizině
- Účast na všech výstavách kulturní rady

## Ocenění
- Rytecká cena Schmidtova
- Čestná cena akademie věd a umění v Praze za dosavadní dílo (1941)